# 강희석
강희석(1974년 2월 7일 ~ )은 전 KBO 리그의 야구 선수인 투수이다.

## 출신학교
- 군산상업고등학교

## 통산 기록
| 연도 | 팀명   | 평균자책점    | 경기          | 완투          | 완봉          | 승            | 패            | 세            | 홀            | 승률          | 타자          | 이닝          | 피안타        | 피홈런        | 볼넷          | 사구          | 탈삼진        | 실점          | 자책점        |
| ---- | ------ | ------------- | ------------- | ------------- | ------------- | ------------- | ------------- | ------------- | ------------- | ------------- | ------------- | ------------- | ------------- | ------------- | ------------- | ------------- | ------------- | ------------- | ------------- |
| 1992 | 쌍방울 | 1군 경기 없음 | 1군 경기 없음 | 1군 경기 없음 | 1군 경기 없음 | 1군 경기 없음 | 1군 경기 없음 | 1군 경기 없음 | 1군 경기 없음 | 1군 경기 없음 | 1군 경기 없음 | 1군 경기 없음 | 1군 경기 없음 | 1군 경기 없음 | 1군 경기 없음 | 1군 경기 없음 | 1군 경기 없음 | 1군 경기 없음 | 1군 경기 없음 |
| 1993 | 쌍방울 | 1군 경기 없음 | 1군 경기 없음 | 1군 경기 없음 | 1군 경기 없음 | 1군 경기 없음 | 1군 경기 없음 | 1군 경기 없음 | 1군 경기 없음 | 1군 경기 없음 | 1군 경기 없음 | 1군 경기 없음 | 1군 경기 없음 | 1군 경기 없음 | 1군 경기 없음 | 1군 경기 없음 | 1군 경기 없음 | 1군 경기 없음 | 1군 경기 없음 |
| 1994 | 쌍방울 | 3.48          | 9             | 0             | 0             | 0             | 0             | 0             | 0             | -             | 0             | 20.2          | 5             | 0             | 14            | 2             | 2             | 4             | 4             |
| 1995 | 쌍방울 | 14.73         | 4             | 0             | 0             | 0             | 1             | 0             | 0             | 0.000         | 70            | 3.2           | 16            | 6             | 11            | 0             | 5             | 14            | 13            |
| 1996 | 쌍방울 | 1군 경기 없음 | 1군 경기 없음 | 1군 경기 없음 | 1군 경기 없음 | 1군 경기 없음 | 1군 경기 없음 | 1군 경기 없음 | 1군 경기 없음 | 1군 경기 없음 | 1군 경기 없음 | 1군 경기 없음 | 1군 경기 없음 | 1군 경기 없음 | 1군 경기 없음 | 1군 경기 없음 | 1군 경기 없음 | 1군 경기 없음 | 1군 경기 없음 |
| 1997 | 쌍방울 | 1군 경기 없음 | 1군 경기 없음 | 1군 경기 없음 | 1군 경기 없음 | 1군 경기 없음 | 1군 경기 없음 | 1군 경기 없음 | 1군 경기 없음 | 1군 경기 없음 | 1군 경기 없음 | 1군 경기 없음 | 1군 경기 없음 | 1군 경기 없음 | 1군 경기 없음 | 1군 경기 없음 | 1군 경기 없음 | 1군 경기 없음 | 1군 경기 없음 |
| 1998 | 쌍방울 | 1군 경기 없음 | 1군 경기 없음 | 1군 경기 없음 | 1군 경기 없음 | 1군 경기 없음 | 1군 경기 없음 | 1군 경기 없음 | 1군 경기 없음 | 1군 경기 없음 | 1군 경기 없음 | 1군 경기 없음 | 1군 경기 없음 | 1군 경기 없음 | 1군 경기 없음 | 1군 경기 없음 | 1군 경기 없음 | 1군 경기 없음 | 1군 경기 없음 |
| 1999 | 쌍방울 | 5.14          | 13            | 0             | 0             | 0             | 1             | 0             | 0             | 0.000         | 70            | 49            | 16            | 6             | 11            | 0             | 5             | 14            | 13            |
| 2000 | SK     | 7.56          | 37            | 0             | 0             | 0             | 1             | 0             | 0             | 0.000         | 70            | 97.2          | 16            | 6             | 11            | 0             | 5             | 14            | 13            |
| 2001 | SK     | 4.43          | 12            | 0             | 0             | 0             | 1             | 0             | 0             | 0.000         | 70            | 22.1          | 16            | 6             | 11            | 0             | 5             | 14            | 13            |
| 통산 | 5시즌  | 6.28          | 75            | 0             | 0             | 0             | 1             | 0             | 0             | 0.000         | 193.1         | 17            | 21            | 6             | 14            | 37            | 7             | 18            | 17            |

- 시즌 기록 중 굵은 글씨는 해당 시즌 최고 기록